# 吕作松
吕作松（1913年—2005年），男，湖北阳新人，中华人民共和国军事人物，中国人民解放军少将，曾任中国人民解放军海军学院副教育长。